# جند حمص
جند حمص هو أحد أجناد بلاد الشام في عهد الخلفاء الراشدين والعهد الأموي.

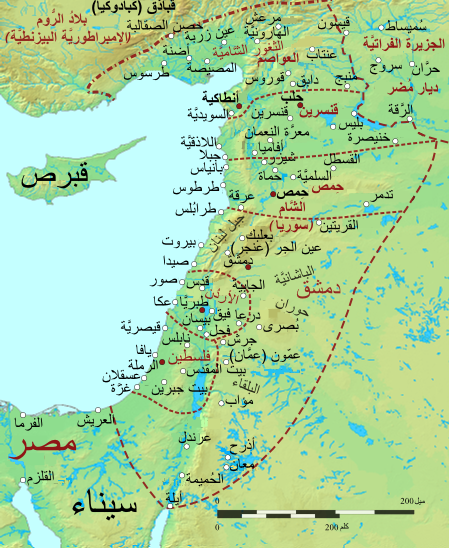
خريطة لولاية الشام وتقاسيمها الإدارية

بعد أن فُتحت بلاد الشام في عهد عمر بن الخطاب قسمت الشام إلى مقاطعات عدة دُعي كل منها جُنداً وهي تعني المحافظات العسكرية. وكان جند حمص أحد خمسة أجناد تابعة لولاية الشام. كانت الأجناد الأربعة الأخرى جند قنسرين وجند دمشق وجند فلسطين وجند الأردن.
ضم هذا الجند مناطق الساحل السوري والوسط وقما كبيرا من بادية الشام، وقال ياقوت الحموي في معجم البلدان:

## وصلات خارجية
- جُند حمص